# سانت کوگات سسگاریگس
سانت کوگات سسگاریگس (به اسپانیایی: Sant Cugat Sesgarrigues) یک شهرستان در اسپانیا است که در استان بارسلون واقع شده‌است.

## خصوصیات
سانت کوگات سسگاریگس ۶٫۲۴ کیلومترمربع مساحت و ۹۳۲ نفر جمعیت دارد و ۲۶۶ متر بالاتر از سطح دریا واقع شده‌است.